# Roy Meeus
Roy Meeus (Lommel, 24 mei 1989) is een Belgische voormalig voetballer.
Meeus genoot zijn jeugdopleiding bij Overpelt VV en Club Brugge. Op 5 april 2008 debuteerde hij in de hoofdmacht van Brugge als invaller tegen SV Zulte Waregem. Hij kon er zich echter nooit opwerken tot vaste kernspeler en werd daarom tijdens het seizoen 2010-2011 uitgeleend aan tweedeklasser FCV Dender EH. Bij deze club groeide hij wel uit tot een bassispeler. In de zomer van 2011 verliet hij Club Brugge definitief en trok naar Lommel United. Vervolgens speelde Meeus nog voor KFC Dessel Sport en in Los Angeles bij Orange County SC.

## Statistieken[1]
| Seizoen         | Club             | Competitie           | Competitie | Competitie | Play-offs | Play-offs | Beker | Beker | Totaal | Totaal |
| Seizoen         | Club             | Competitie           | Wed.       | Dlp.       | Wed.      | Dlp.      | Wed.  | Dlp.  | Wed.   | Dlp.   |
| --------------- | ---------------- | -------------------- | ---------- | ---------- | --------- | --------- | ----- | ----- | ------ | ------ |
| 2006-2007       | KVSK United      | Tweede klasse        | 5          | 0          | —         | —         | 0     | 0     | 5      | 0      |
| 2007-2008       | Club Brugge      | Eerste klasse        | 1          | 0          | —         | —         | 0     | 0     | 1      | 0      |
| 2008-2009       | Club Brugge      | Eerste klasse        | 1          | 0          | —         | —         | 0     | 0     | 1      | 0      |
| 2009-2010       | Club Brugge      | Eerste klasse        | 0          | 0          | 0         | 0         | 1     | 1     | 1      | 1      |
| 2010-2011       | → FCV Dender EH  | Tweede klasse        | 34         | 11         | —         | —         | 0     | 0     | 34     | 11     |
| 2011-2012       | Lommel United    | Tweede klasse        | 30         | 5          | —         | —         | 2     | 0     | 32     | 5      |
| 2012-2013       | Lommel United    | Tweede klasse        | 26         | 3          | —         | —         | 1     | 0     | 27     | 3      |
| 2013-2014       | KFC Dessel Sport | Tweede klasse        | 32         | 3          | —         | —         | 0     | 0     | 32     | 3      |
| 2014-2015       | KFC Dessel Sport | Tweede klasse        | 31         | 1          | —         | —         | 1     | 0     | 32     | 1      |
| 2016            | Orange County SC | United Soccer League | 26         | 4          | 1         | 0         | 0     | 0     | 27     | 4      |
| 2017            | Orange County SC | United Soccer League | 19         | 4          | —         | —         | 2     | 2     | 21     | 6      |
| Carrière totaal | Carrière totaal  | Carrière totaal      | 205        | 31         | 1         | 0         | 7     | 3     | 213    | 34     |